# 洪泽湖
洪泽湖，中国五大淡水湖之一，位于淮河下游、江苏省淮安市西北部，是未来“南水北调”工程东线部分的过水通道。在正常水位12.5米时，水面面积为1597平方公里，平均水深1.9米，最大水深4.5米，容积30.4亿立方米。湖泊长度65公里，平均宽度24.4公里，汛期或大水年份水位可高到15.5米，面积扩大到3,500平方公里。近年加固了洪泽湖大堤，防洪标准提高到16米。洪泽湖东北——西南向为拦洪人工石坝，其余为天然湖岸，全源水域由成子湖湾、溧河湖湾、淮河湖湾三大湖湾组成。洪泽湖为一"悬湖"，湖底高出东部里下河平原4～8米。
洪泽湖湿地经国务院批准列为国家级自然保护区。

## 历史
洪泽湖原为浅水小湖群，古称富陵湖，汉代以後称破釜塘，隋代称洪泽浦，唐代始名洪泽湖。
宋绍熙五年（1194年），黄河决阳武，至梁山泊分南北二支，南支与泗水合，在淮阴以下夺取淮河下游河道入海，此为黄河改道之始。至清咸丰五年（1855年），黄河北徙，由利津入海，黄河夺淮长达近700年之久。由于黄河居高临下，倒灌入淮，黄淮合流，流量增加，水位抬高，宣泄不畅，淮水汇聚，将富陵湖、破釜塘等大小湖沼、洼地连成一片，汇聚成湖。

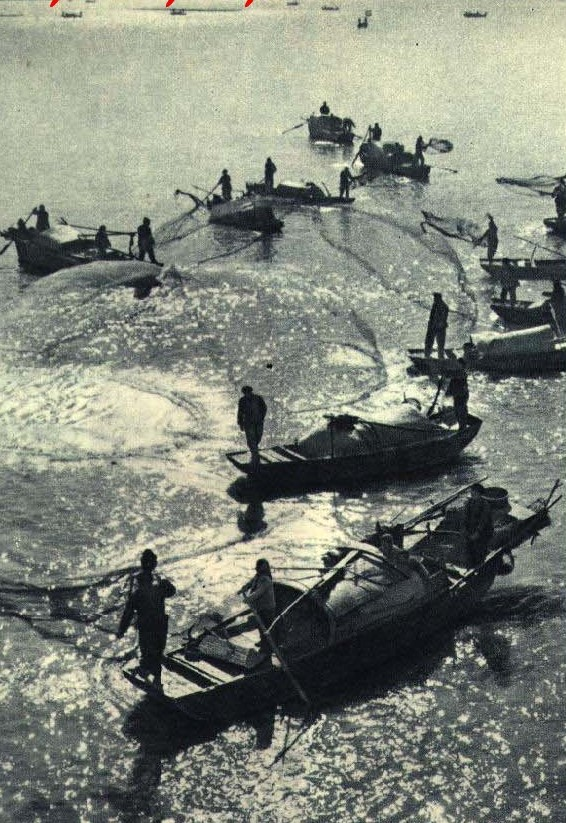
1962年 洪泽湖上捕鱼

明清以来湖水全凭洪泽湖大堤作为屏障，形成“悬湖”。
现洪泽湖在正常水位12.5米（蒋坝站水位）时，面积2,069平方公里，最深5.5米。汛期水位可高到15.5米，面积扩大到3,500平方公里。淮北大堤堤顶16米，洪泽湖大堤19.0～19.5米。湖水主要经由三河泄入高邮湖，再经邵伯湖入里运河，到三江营入长江，是为入江水道。旧时排水不畅，水患严重。1949年以后新建规模宏大的三河闸，整修入江水道。1952年在高良涧以东修建苏北灌溉总渠。1958—1960年又增辟淮沭新河。2003年开通淮河入海水道，自二河闸下游，紧贴苏北灌溉总渠北岸入海。
目前洪泽湖水共有三河（入江水道）、苏北灌溉总渠、淮沭新河、入海水道以及废黄河5条出路，已兼具泄洪、灌溉、航运、养殖之利，但同时也阻碍淮河汛期排水，还是下游的安全隐患。

## 主要河流
流入河流主要有：淮河、怀洪新河、池河、新汴河、濉河、徐洪河、老汴河、团结河、张福河等。
流出河流主要有：
- 淮河入江水道，全长156公里，上起洪泽湖三河闸，经高邮湖、邵伯湖至扬州市三江营入长江，设计行洪流量12,000立方米每秒，1954年8月6日实际最高行洪流量10,700立方米每秒。
- 苏北灌溉总渠，全长168公里，西起洪泽湖高良涧进水闸，流经淮安市城南与里运河平交，至盐城市六垛扁担港入黄海，设计行洪流量800立方米每秒，1975年7月19日实际最高行洪流量1,020立方米每秒。废黄河辅助行洪200立方米每秒。
- 淮沭新河，全长196公里，南起洪泽湖二河闸，进入新沂河入黄海，设计行洪流量3,000立方米每秒，2003年7月11日实际最高行洪流量1,320立方米每秒。
- 淮河入海水道，与苏北灌溉总渠平行，全长163.5公里，西起洪泽湖二河闸，经淮安市区、盐城市阜宁和滨海，至扁担港入黄海。近期设计排洪流量2,270立方米每秒，远期设计排洪流量7,000立方米每秒。2003年7月5日投入使用，7月14日实际最高排洪流量1,820立方米每秒。

## 生态特征
洪泽湖水质属中-富营养型，洪泽湖主要污染物是有机物、氨、酚、总汞；年均水温16．3℃，最高水温在9月28℃，最低水温在1月3℃，洪泽湖的中间线是比较明显的中国南北气候分界线，洪泽湖北岸位于淮河以北每年都有不同程度的结冰现象，只有当北方强冷空气过境时，湖面才出现封冻。洪泽湖南岸冬季气温很少低于0度较少结冰。洪泽湖北部湖区封冻一般发生在寒冷的1～2月；湖内的鱼类以鲤科为主，约占全湖种类的50%以上。